# Glyptotendipes pallens
Glyptotendipes pallens är en tvåvingeart som först beskrevs av Johann Wilhelm Meigen 1804.  Glyptotendipes pallens ingår i släktet Glyptotendipes och familjen fjädermyggor. Arten är reproducerande i Sverige. Inga underarter finns listade i Catalogue of Life.